# Isle of Man TT 1949
De Isle of Man TT 1949 was de eerste race van het wereldkampioenschap wegrace-seizoen 1949 en ook de eerste officiële WK-race in de geschiedenis. De races werden verreden van 6 juni t/m 17 juni 1949 op de Snaefell Mountain Course, een stratencircuit op het eiland Man. In de TT kwamen de 250cc-, de 350cc- en de 500cc-klasse aan de start. De zwaardere klassen reden met een interval-start, de 250cc-klasse met een massastart. Tijdens de Junior TT verongelukte de 39-jarige Brit Ben Drinkwater bij de 11e Mijlpaal, een plaats die later zijn naam zou krijgen: Drinkwater's Bend.

## Algemeen
Deze eerste WK-race werd bezocht door de hertog van Edinburgh, die het startsein voor de Senior TT gaf. De Italiaanse teams schitterden door afwezigheid. Hoewel er wel Britse en Ierse coureurs voor Moto Guzzi aantraden (zij kenden het circuit beter) bleven de Italianen Gianni Leoni, Claudio Mastellari, Bruno Ruffo en Bruno Bertacchini weg. Alleen Enrico Lorenzetti kwam naar Man. Gilera verscheen helemaal niet. Benelli stuurde Dario Ambrosini, maar Umberto Masetti bleef thuis. In de Clubman (amateur)-races debuteerden twee toekomstige kampioenen: Geoff Duke en Bill Lomas.

## Hoofdraces

### 500cc-klasse (Senior TT)
In de 500cc-klasse werd veel verwacht van de Norton Manx, mede omdat Gilera helemaal niet afreisde naar het eiland Man. De Gilera 500 4C was op papier echter de beste met zijn 124 kg en 50 pk. In de Senior TT waren de Nortons van Harold Daniell en Johnny Lockett superieur, terwijl de derde plaats werd ingenomen door Ernie Lyons met een Velocette. Zij dankten hun resultaten echter vooral aan de pech van anderen. Aanvankelijk leidden AJS-rijders Leslie Graham en Ted Frend vóór Bob Foster met de Moto Guzzi Gambalunga. Frend viel in de vierde ronde bij Glen Helen en Foster's koppeling gaf even later de geest bij Sulby, waardoor Daniell opschoof naar de tweede plaats. Graham werd geconfronteerd met de nog steeds slechte betrouwbaarheid van de ontstekingsmagneet van zijn AJS E90 Porcupine, die kort voor de finish stil viel. Dat Graham zijn machine toch nog (als tiende) over de streep wist te duwen was achteraf zeer belangrijk, want daardoor telde het extra punt dat hij voor de snelste ronde kreeg mee in de eindstand van het WK. Die snelste ronde was feitelijk gereden door Foster, maar werd hem niet toegekend omdat hij de finish niet bereikte.
| Pos | Coureur        | Merk      | Tijd      | Punten |
| --- | -------------- | --------- | --------- | ------ |
| 1   | Harold Daniell | Norton    | 3:02'18"6 | 10     |
| 2   | Johnny Lockett | Norton    | 3:03'52"4 | 8      |
| 3   | Ernie Lyons    | Velocette | 3:05'22"0 | 7      |
| 4   | Artie Bell     | Norton    | 3:09'03"0 | 6      |
| 5   | Syd Jensen     | Triumph   | 3:10'33'0 | 5      |
| 6   | Fred Stevens   | Triumph   | 3:11'01"2 |        |
| 7   | Reg Armstrong  | AJS       | 3:11'46"6 |        |
| 8   | Bill Doran     | AJS       | 3:12'04"4 |        |
| 9   | Harry Hinton   | Norton    | 3:13'47"2 |        |
| 10  | Les Graham     | AJS       | 3:14'17"4 | 1      |
| 11  | Phil Heath     | Norton    | 3:14'37"2 |        |
| 12  | William Petch  | Triumph   | 3:15'51"0 |        |
| 13  | Guy Newman     | Norton    | 3:16'09"4 |        |
| 14  | Eric Mcpherson | AJS       | 3:16'23"0 |        |
| 15  | Roy E. Evans   | AJS       | 3:16'39"2 |        |
| 16  | Bill Beevers   | Norton    | 3:17'06"2 |        |
| 17  | J. Bailey      | Triumph   | 3:18'51"6 |        |
| 18  | T.H. Turner    | Norton    | 3:21'26"0 |        |
| 19  | J.P.E. Hodgkin | Norton    |           |        |
| 20  | H.J. Addie     | Norton    | 3:22'21"2 |        |

| Coureur        | Merk       | Oorzaak   |
| -------------- | ---------- | --------- |
| Bob Foster     | Moto Guzzi | Koppeling |
| Ted Frend      | AJS        | Val       |
| Freddie Frith  | Velocette  |           |
| Eric Oliver    | Norton     |           |
| Arthur Wheeler | Triumph    |           |

| Coureur           | Merk       |
| ----------------- | ---------- |
| Nello Pagani      | Gilera     |
| Arciso Artesiani  | Gilera     |
| Enrico Lorenzetti | Moto Guzzi |
| Guido Leoni       | Moto Guzzi |
| Bruno Bertacchini | Moto Guzzi |
| Jock West         | AJS        |

#### Niet deelgenomen

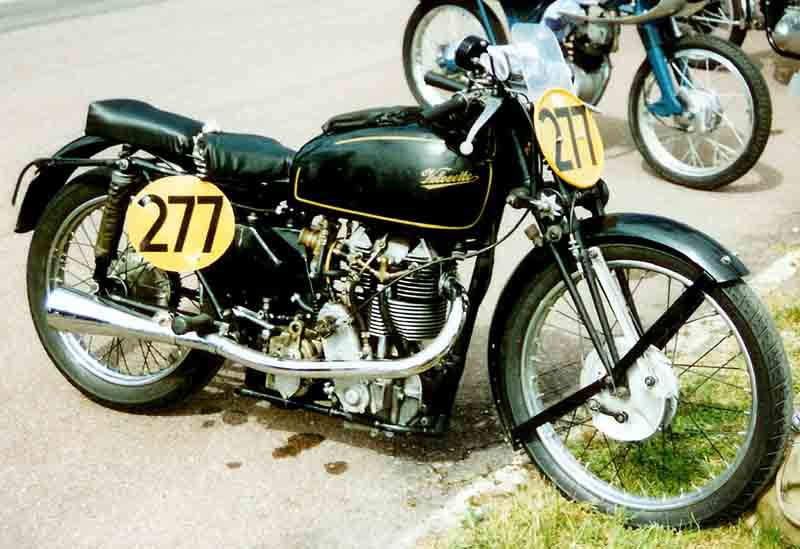
Velocette KTT Mk VIII

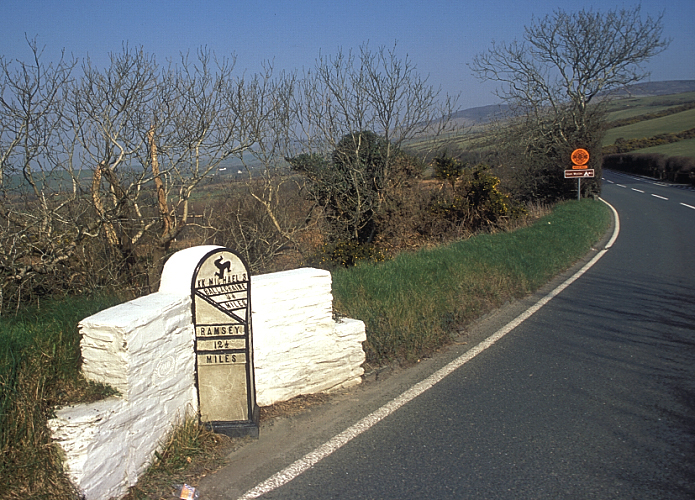
De bocht waar Ben Drinkwater verongelukte heet tegenwoordig Drinkwater's Bend.

### 350cc-klasse (Junior TT)
De 350cc-klasse was in 1949 nog een volledig Britse aangelegenheid, maar zelfs de Britten hadden eigenlijk maar één fabrieksracer voor deze klasse, de Velocette KTT Mk VIII. Die werd o.a. bereden door Freddie Frith, die er in 1948 al de Junior TT mee had gewonnen. De AJS 7R en de Norton 40M waren als productieracer bedoeld en minder snel dan de Velocette. Toch gingen na de eerste ronde twee AJS-rijders aan kop, met Les Graham negentien seconden voor Bill Doran. In de tweede ronde ging Grahams koppeling stuk, waardoor de overwinning naar Doran leek te gaan. Dan zou AJS voor het eerst sinds 1930 een TT-race winnen, maar bij de Gooseneck ging Dorans versnellingsbak stuk en zo won Freddie Frith voor Ernie Lyons en waren de eerste twee plaatsen alsnog voor Velocette. Frith kreeg bovendien het extra punt voor de snelste ronde.
| Pos | Coureur            | Merk      | Tijd      | Punten |
| --- | ------------------ | --------- | --------- | ------ |
| 1   | Freddie Frith      | Velocette | 3:10'26"0 | 10 +1  |
| 2   | Ernie Lyons        | Velocette | 3:11'08"0 | 8      |
| 3   | Artie Bell         | Norton    | 3:11'49"0 | 7      |
| 4   | Harold Daniell     | Norton    | 3:11'52"2 | 6      |
| 5   | Reg Armstrong      | AJS       | 3:12'28"0 | 5      |
| 6   | Bob Foster         | Velocette | 3:12'35"2 |        |
| 7   | Johnny Lockett     | Norton    | 3:12"45'2 |        |
| 8   | Ted Frend          | AJS       | 3:15'34"8 |        |
| 9   | Eric Briggs        | Velocette | 3:18'34"4 |        |
| 10  | Tommy McEwan       | Velocette | 3:19'17"0 |        |
| 11  | Eric Mcpherson     | AJS       | 3:19'47"8 |        |
| 12  | Syd Jensen         | AJS       | 3:20'01"0 |        |
| 13  | Syd Lawton         | AJS       | 3:20'01"8 |        |
| 14  | Syd Barnett        | AJS       | 3:20'26"2 |        |
| 15  | Harry Hinton       | Norton    | 3:20'41"2 |        |
| 16  | Guy Newman         | Velocette | 3:21'51"0 |        |
| 17  | Tommy Wood         | Velocette | 3:22'12"4 |        |
| 18  | Manliff Barrington | Norton    | 3:22'58"6 |        |
| 19  | Fred Stevens       | AJS       | 3:23'08"0 |        |
| 20  | Arthur Wheeler     | Velocette | 3:23'28"2 |        |
| 21  | Eric Oliver        | Velocette | 3:23'35"0 |        |
| 22  | Roland Pike        | AJS       | 3:23'35"4 |        |
| 28  | Charlie Salt       | Norton    | 3:24'51"2 |        |
| 31  | David Whitworth    | Velocette | 3:26'35"0 |        |
| 37  | Phil Heath         | AJS       | 3:27'11"0 |        |

| Coureur        | Merk   | Oorzaak         |
| -------------- | ------ | --------------- |
| Bill Doran     | AJS    | Versnellingsbak |
| Ben Drinkwater | Norton | Val (†)         |
| Les Graham     | AJS    | Koppeling       |

| Coureur   | Merk      |
| --------- | --------- |
| Frank Fry | Velocette |

### 250cc-klasse (Lightweight TT)
In de Lightweight TT waren er geen verrassingen. Al jaren was de Moto Guzzi Albatros de te kloppen machine en dat was dit jaar weer zo. Manliff Barrington en Tommy Wood pakten de eerste twee plaatsen, wat nog makkelijker werd nadat Dario Ambrosini bij Governor's Bridge gevallen was. Het extra punt voor de snelste ronde ging naar Tommy Wood.
| Pos | Coureur             | Merk          | Tijd      | Punten |
| --- | ------------------- | ------------- | --------- | ------ |
| 1   | Manliff Barrington  | Moto Guzzi    | 3:23'13"2 | 10     |
| 2   | Tommy Wood          | Moto Guzzi    | 3:23'25"8 | 8+1    |
| 3   | Roland Pike         | Rudge         | 3:37'42"6 | 7      |
| 4   | Ronald Mead         | Mead-Norton   | 3:41'06"6 | 6      |
| 5   | Svend-Aage Sørensen | Excelsior     | 3:43'12"0 | 5      |
| 6   | Ernie Thomas        | Moto Guzzi    | 3:44'08"6 |        |
| 7   | W. Pike             | Rudge         | 3:49'25"2 |        |
| 8   | Len Bayliss         | Elbee Special | 3:50'14"0 |        |
| 9   | R. Edwards          | CTS           | 3:50'59"6 |        |
| 10  | Ray Petty           | New Imperial  | 3:52'35"0 |        |
| 11  | Harold Hartley      | Rudge         | 3:52'56"0 |        |
| 12  | P. Collignon        | Moto Guzzi    | 3:58'04"0 |        |
| 13  | J. McCredie         | Excelsior     | 4:02'22'8 |        |

| Coureur           | Merk       | Oorzaak |
| ----------------- | ---------- | ------- |
| Dario Ambrosini   | Benelli    | Val     |
| Dickie Dale       | Moto Guzzi |         |
| Enrico Lorenzetti | Moto Guzzi |         |

| Coureur            | Merk       |
| ------------------ | ---------- |
| Benoît Musy        | Moto Guzzi |
| Doug Beasley       | Excelsior  |
| Fergus Anderson    | Moto Guzzi |
| George Reeve       | Rudge      |
| Maurice Cann       | Moto Guzzi |
| Bruno Ruffo        | Moto Guzzi |
| Claudio Mastellari | Moto Guzzi |
| Gianni Leoni       | Moto Guzzi |
| Umberto Masetti    | Benelli    |

## Overige races
| Pos | Coureur        | Merk             | Tijd      |
| --- | -------------- | ---------------- | --------- |
| 1   | Dennis Lashmar | Pike-Vincent-HRD | 1:29'01"8 |
| 2   | J.N.P Wright   | Vincent-HRD      | 1:33'27"6 |
| 3   | P.C. Wilson    | Vincent-HRD      | 1:34'06"6 |
| 4   | C. Howkins     | Ariel            | 1:43'33"4 |
| 5   | George Brown   | Vincent-HRD      | 2:16'45"0 |

| Pos | Coureur         | Merk        | Tijd      |
| --- | --------------- | ----------- | --------- |
| 1   | Geoff Duke      | Norton      | 1:21'53"0 |
| 2   | Allan Jefferies | Triumph     | 1:24'04"0 |
| 3   | L. Starr        | Triumph     | 1:29'13"2 |
| 4   | P.H. Carter     | Norton      | 1:29'43"2 |
| 5   | T.B. Crebbin    | Triumph     | 1:29'46"2 |
| 6   | E. Andrew       | Norton      | 1:30'35"0 |
| 7   | J.E. Carr       | Vincent-HRD | 1:31'01"4 |
| 8   | Robin Sherry    | Triumph     | 1:31'05"0 |
| 9   | A. Johnstone    | Triumph     | 1:31'32"2 |
| 10  | D.J.P. Wilkins  | Triumph     | 1:34'26"4 |

| Pos | Coureur            | Merk      | Tijd      |
| --- | ------------------ | --------- | --------- |
| 1   | Harold Clark       | BSA       | 1:30'21"6 |
| 2   | John Simister      | Norton    | 1:31'11"0 |
| 3   | A. Taylor          | Norton    | 1:31'24"6 |
| 4   | R.H. Allet         | BSA       | 1:31'51"6 |
| 5   | Cecil Sandford     | Velocette | 1:32'23"4 |
| 6   | E.T. Pink          | Norton    | 1:32'32"8 |
| 7   | E.F. Collings      | Velocette | 1:33'00"4 |
| 8   | W.C. Reed          | Norton    | 1:33'17"6 |
| 9   | Arthur Brassington | Norton    | 1:34'35"6 |
| 10  | R.D. Briscoe       | Norton    | 1:34'55"4 |

| Coureur    | Merk          | Oorzaak |
| ---------- | ------------- | ------- |
| Bill Lomas | Royal Enfield |         |

| Pos | Coureur            | Merk      | Tijd      |
| --- | ------------------ | --------- | --------- |
| 1   | C.V. Taft          | Excelsior | 1:06'30"2 |
| 2   | D.A. Ritchie       | Velocette | 1:07'10"2 |
| 3   | Bernard Hargreaves | Velocette | 1:07"45'2 |
| 4   | G.S. Wakefield     | Triumph   | 1:10'30"8 |
| 5   | L.C. Bolshaw       | Triumph   | 1:10'32"6 |
| 6   | A.C. Barton        | Triumph   | 1:11'29"6 |
| 7   | Frank Cope         | Excelsior | 1:12'11"0 |
| 8   | J.C. McVeigh       | Triumph   | 1:13'05"8 |
| 9   | G.A. Northwood     | Velocette | 1:14'07"0 |
| 10  | J.R. Dulson        | Velocette | 1:15'42"8 |

1907 · 1908 · 1909 · 1910 · 1911 · 1912 · 1913 · 1914 · Eerste Wereldoorlog · 1920 · 1921 · 1922 · 1923 · 1924 · 1925 · 1926 · 1927 · 1928 · 1929 · 1930 · 1931 · 1932 · 1933 · 1934 · 1935 · 1936 · 1937 · 1938 · 1939 · Tweede Wereldoorlog · 1947 · 1948 · 1949 · 1950 ·1951 · 1952 · 1953 · 1954 · 1955 · 1956 · 1957 · 1958 · 1959 · 1960 · 1961 · 1962 · 1963 · 1964 · 1965 · 1966 · 1967 · 1968 · 1969 · 1970 · 1971 · 1972 · 1973 · 1974 · 1975 · 1976 · 1977 · 1978 · 1979 · 1980 · 1981 · 1982 · 1983 · 1984 · 1985 · 1986 · 1987 · 1988 · 1989 · 1990 · 1991 · 1992 · 1993 · 1994 · 1995 · 1996 · 1997 · 1998 · 1999 · 2000 · 2002 · 2003 · 2004 · 2005 · 2006 · 2007 · 2008 · 2009 · 2010 · 2011 · 2012 · 2013 · 2014